# Salon Frédéric Chopin
Salon Frédéric Chopin (Salon Frédérica Chopina) je malé muzeum v Paříži věnované polskému skladateli Chopinovi. Nachází se ve 4. obvodu na nábřeží Quai d'Orléans v Polské knihovně v Paříži.

## Expozice
V salonu jsou vystaveny portréty Chopina i jeho blízkých jako George Sandová, Julien Fontana, Wojciech Grzymała. Muzeum uchovává Chopinovy osobní předměty jako dopisy, fotografie, rukopisy partitur, křeslo z jeho posledního bytu na Place Vendôme a také jeho posmrtnou masku, kterou vytvořil Auguste Clésinger.